# Marsdenia argillicola
Marsdenia argillicola är en oleanderväxtart som beskrevs av P.I. Forster. Marsdenia argillicola ingår i släktet Marsdenia och familjen oleanderväxter. Inga underarter finns listade i Catalogue of Life.